# Schignano
Schignano (lombardul: Schignan) település Olaszországban, Lombardia régióban, Como megyében. Lakosainak száma 870 fő (2023. január 1.). Schignano Brienno, Centro Valle Intelvi, Cerano d’Intelvi, Dizzasco, Moltrasio, Argegno, Carate Urio és Breggia községekkel határos.

## Népesség
A település lakossága az elmúlt években az alábbi módon változott:
| Lakosok száma | 858  | 841  | 870  |
|               | 2017 | 2018 | 2023 |